# Mittelsaurenbach
Mittelsaurenbach ist ein Ortsteil der Gemeinde Ruppichteroth im Rhein-Sieg-Kreis.

## Geographie
Der Weiler liegt im Bergischen Land. Nachbarorte sind Ruppichteroth im Osten, Bacherhof im Südosten, Niedersaurenbach im Südwesten und Hambuchen im Norden.

## Geschichte
1809 hatte der Ort 21 katholische und 29 lutherische Einwohner.
1910 waren für Mittelsaurenbach die Haushalte Näherin Amalie Lang, Ackerin Witwe Wilhelm Müller, Ackerer Robert Ohl, Ackern Witwe Wilhelm Rödder, Ackerer Johann Heinrich Schmidt und Ackerer Wilhelm Steiniger verzeichnet.